# Decemunciger apalea
Decemunciger apalea är en ringmaskart som beskrevs av Zottoli 1982. Decemunciger apalea ingår i släktet Decemunciger och familjen Ampharetidae. Inga underarter finns listade i Catalogue of Life.